# Epiplema atrilinea
Epiplema atrilinea är en fjärilsart som beskrevs av Paul Dognin 1911. Epiplema atrilinea ingår i släktet Epiplema och familjen Uraniidae. Inga underarter finns listade i Catalogue of Life.